# Uê
Ernaldo Pinto de Medeiros, vulgo Uê (12 de fevereiro de 1969 – Rio de Janeiro, 11 de setembro de 2002), foi um criminoso brasileiro e o maior traficante de drogas do Brasil da década de 1990. Ele e Celsinho da Vila Vintém fundaram a organização criminosa Amigos dos Amigos (ADA).

## Biografia
Uê adquiriu personalidade criminosa desde sua tenra idade e a sua iniciação ao tráfico de drogas deveu-se em parte a seu pai. Ele guardava as armas dos criminosos do morro e por isso era estimado entre os bandidos. Uê ajudava como olheiro do tráfico, fugindo das aulas para esse intento, e posteriormente abandonou a escola para trabalhar na contenção sem conhecimento de seu pai, junto ao seu irmão. 
Quando seu pai morreu e o bandido, amigo de seu pai, foi preso, o comando foi passado às suas mãos devido à sua valentia nos confrontos com a polícia. Quando o amigo traficante saiu da prisão, Uê fez um churrasco para comemorar sua volta, mas era uma cilada, já que não queria devolver a liderança do morro. Assassinou durante a suposta comemoração o bandido e seus fiéis, e reafirmou a sua posição de líder do morro.
Uê fazia parte da organização criminosa Comando Vermelho (CV), da qual foi expulso por tramar a morte do então líder Orlando Jogador, para lhe tomar o poder. Fundou então a facção criminosa Amigos dos Amigos (ADA), que passou a disputar com o Comando Vermelho o domínio do tráfico de drogas nas favelas cariocas.   
Uê dominava o tráfico de drogas nas comunidades Morro do Adeus, Juramento, Primavera, Para Pedro e Complexo do Caju. Foi o primeiro traficante carioca a ter conexões diretas com traficantes do Paraguai, quando passou a ser o maior distribuidor de drogas e armas no estado do Rio de Janeiro até o final dos anos 1990.    
O narcotraficante Uê foi preso no dia 5 de março de 1996, às 10 horas da manhã, em um hotel de luxo na cidade de Fortaleza, no Ceará, por policiais da extinta METROPOL VI da Polícia Civil do Estado do Rio de Janeiro, sob o comando do detetive de polícia José Carlos Pereira Guimarães, que chefiava a equipe de policias formada pelos detetives: Fernando Rodriguez, Hilton Menezes, João Coco, Marina Maggessi, Marcia Caputi, Amaury Fonseca, Carlos Ferreira, Rogério Barranco e Mauricio Garcia.   
Uê chegou a possuir três aviões na fronteira do Brasil com a Bolívia, conforme relatado pela deputada Marina Maggessi, que coordenou por muitos anos a Delegacia de Repressão a Entorpecentes (DRE) no Rio de Janeiro. Também, possuía vários negócios, principalmente imobiliários, na cidade de Novo Hamburgo, no estado do Rio Grande do Sul - salas e apartamentos colocados em uma identidade falsa da sua esposa, Mônica Constantino da Costa.

### Morte
Em 11 de setembro de 2002, já preso, Uê foi assassinado por Luiz Fernando da Costa, o Fernandinho Beira-Mar e teve o corpo carbonizado, aos 33 anos de idade, durante uma rebelião na penitenciária de Bangu 1, no Complexo Penitenciário de Gericinó, na Zona Oeste do Rio de Janeiro. A rebelião foi comandada pela organização criminosa Comando Vermelho (CV), liderada pelos traficantes Fernandinho Beira-Mar e Marcinho VP. Ele foi sepultado no Cemitério de São Francisco Xavier, que fica no bairro do Caju, no município do Rio de Janeiro.
Em 14 de maio de 2015, Fernandinho Beira-Mar foi condenado pela justiça a 30 anos de prisão pela morte de Uê e mais 90 anos pelos assassinatos de Carlos Alberto da Costa (Robertinho do Adeus), Elpídio Rodrigues Sabino (Pidi) e Wanderlei Soares (Orelha).

### Morte do filho
Em 20 de fevereiro de 2019, o filho de Uê, Ediego Constantino Medeiros, foi assassinado com 43 tiros na porta de sua casa, em Senador Camará, bairro da Zona Oeste do Rio de Janeiro. Ele foi morto próximo à favela Cavalo de Aço, onde trabalhava com depósito de gelo. Ediego chegou mortou na UPA de Senador Camará. Ediego tinha 33 anos de idade.